# Vjačeslav Malcev

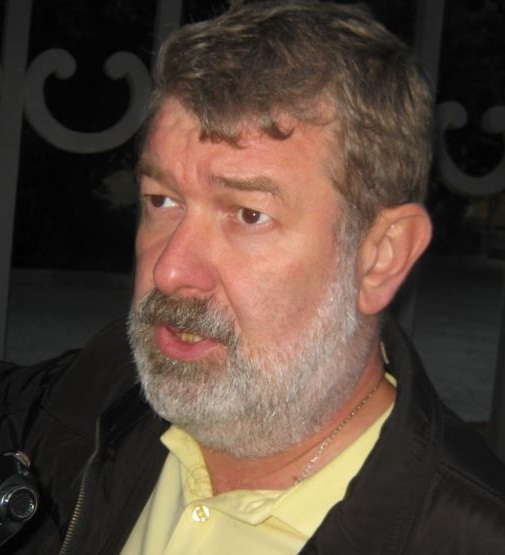
Vjačeslav Malcev

Vjačeslav Vjačeslavovič Malcev (ryska: Вячеслав Вячеславович Мальцев), född 7 juni 1964,), är en rysk politiker. Han är medlem i det politiska partiet Parnas. Han vann i maj 2016 Parnas primärval.